# Philodoria basalis
Philodoria basalis là một loài loài bướm thuộc họ Gracillariidae. Đây là loài đặc hữu của Maui và Hawaii.
Ấu trùng ăn các loài Metrosideros. Chúng ăn lá cây nơi chúng sống. Ấu trùng phát triển từ con sâu để tạo kén hình bầu dục, kén nằm ở mặt ngoài khu vực biểu bì chết của lá cây. Phần biểu bì lá bị cắn thủng cách kén một khoảng sao cho ấu trùng có thể dễ dàng rơi cùng với kén ra ngoài lá cây mang kén.